# منتخب الصين تايبيه لهوكي الجليد
منتخب الصين تايبيه الوطني لهوكي الجليد هو منتخب وطني يمثل تايوان في منافسات هوكي الجليد الدولية، بدأ منافساته في سنة 1987، نافس في بطولة العالم لهوكي الجليد مرتين، كما نافس في الألعاب الآسيوية الشتوية مرتين، نافس في كأس التحدي الآسيوي لهوكي الجليد 7 مرات وفاز بالبطولة 6 مرات ويعتبر أكثر من فاز بها، يحتل حالياً التصنيف السادس والأربعين على العالم.